# Kyle Soller
Kyle William Soller (Bridgeport, 1983. július 1. –) amerikai film-, televíziós és színpadi színész. 
2019-ben elnyerte a legjobb színésznek járó Laurence Olivier-díjat a The Inheritance című darabban nyújtott alakításáért. Filmszínészként feltűnt a 2012-es Anna Karenina, valamint a 2017-es Menedék című filmekben, míg jelentősebb televíziós munkái közé tartozik a Poldark (2015), az Andor (2022−2025), ahol Syril Karn-t alakította, valamint a 2023-as Testek című sci-fi széria, ahol Alfred Hillinghead nyomozó szerepében volt látható.
2010-ben feleségül vette Phoebe Fox színésznőt, akivel Londonban élnek.

## Filmjei
- Anna Karenina (2012)
- A WikiLeaks-botrány (2013)
- Lúzer töritanár (2013)
- Monsters: Sötét kontinens (2014)
- Harag (2014)
- Váratlan vendég (2015)
- Zűrös végítélet (2015)
- A néma szemtanú (2016)
- Hollow Crown – Koronák harca (2016)
- Hamis cica (2016-2017)
- Menedék (2017)
- A Titán (2018)
- Brexit: Háborúban mindent szabad (2019)
- Andor (2022-2025)
- Testek (2023)